# Informatizzazione
L'informatizzazione è l'introduzione e l'applicazione di sistemi di computer e reti informatiche a un certo settore o attività economica/lavorativa (ad esempio l'informatizzazione della pubblica amministrazione). L'informatizzazione prevede l'automatizzazione delle procedure d'ufficio mediante l'uso di computer e software, in luogo dei vecchi supporti cartacei e delle macchine da scrivere (ad esempio per l'invio della corrispondenza interna aziendale, oggi praticata tramite e-mail al posto delle vecchie lettere di carta). Il fenomeno dell'informatizzazione è avvenuto tra gli anni ottanta (in America) e gli anni novanta (in Italia).

## I sistemi informativi
Scrive Daniel Bell:
In una società industriale la risorsa strategica è il capitale, nella nuova società la risorsa strategica è l'informazione.
I grandi sistemi informativi sono accumuli di conoscenza conservati in documenti di un determinato settore del sapere o del fare che si sono sedimentati nel tempo e ora sono a disposizione di coloro che vogliono adoperarli nelle diverse forme di supporto tecnico: su carta, in banche di dati, consultabili direttamente o in dischi ottici e in altre forme e formati. I sistemi informativi sono fatti da soggetti che utilizzano strumenti e procedure per la produzione, classificazione, elaborazione, archiviazione e reperimento di dati. Un sistema informativo è dunque un insieme ordinato e correlato di conoscenze su un dato dominio del sapere rappresentato simbolicamente in documenti. Qualsiasi area della conoscenza umana può essere organizzata come un grande sistema informativo e nulla impedisce che queste aree vengano incrociate, ampliate, ridefinite. Nonostante ci sia una tendenza culturale a mantenere divisi conoscenza e operato umano, bisogna considerare un sistema informativo come un sistema di comunicazione che comprende da un lato le informazioni e dall'altro l’utente che ne ha bisogno.

### L'informatizzazione del sistema giuridico
Ogni periodo storico affronta il tema dell'inquinamento legislativo con una autorità politica (Giustiniano, Napoleone) e con una metodologia (Corpus Juris, codificazione). Il nostro tempo ha, come tutti i tempi di passaggio verso altri sistemi, una profonda crisi di autorità. Invece dal punto di vista metodologico (grazie alle tecnologie informatiche) sta subendo una mutazione vigorosa e creativa.
Malgrado tutte le resistenze e le mille difficoltà, il sistema giuridico marcia verso l'informatizzazione in modo un po' caotico e con forti differenziazioni da sistema a sistema, da continente a continente, da Paese a Paese, da Regione a Regione. L'inesorabilità di questo processo implica mutamenti nel modo di creare, di elaborare e applicare le norme con conseguenze giuridiche e politiche impossibili da prevedere nella totalità, ma verso le quali si può prospettare un cambiamento che è già in atto, l’informatizzazione del sistema giuridico comporta soprattutto la reperibilità di tutte le informazioni relative alle norme tramite mezzi elettronici: attraverso grandi accumuli d’informazioni in videodischi o collegandosi con banche dati centralizzate. C’è ancora molta strada da fare per rendere omogenee le banche dati giuridiche però è già una realtà, per esempio in Italia, che tutte le fonti del diritto, legge, dottrina e giurisprudenza (con le modalità descritte di completezza per la prima e selezione di rilevanza per le altre due), sono reperibili elettronicamente. Questo significa un grande mutamento di tempo e di costume: chiunque e non solo lo specialista, è in grado d’accedere alle informazioni; soprattutto a livello di Pubblica Amministrazione la possibilità d’accedere rapidamente alla totalità dell’informazione trasformerà i rapporti intercorrenti tra le diverse gerarchie della Pubblica Amministrazione e tra questa e i cittadini.
Non possiamo nascondere i mutamenti che avverranno nel sistema giuridico con l’introduzione dell’informatizzazione. Il primo e non indifferente è l’uniformità che può essere raggiunta con l’univocità delle informazioni. Il secondo è la completezza dell’informazione. Il terzo sarà la semplificazione della legislazione, anche se questo non avverrà solo per questo mezzo. Un quarto la standardizzazione internazionale con una legge sempre più uniforme a livello generale in tutto il mondo e particolareggiata solo nei dettagli applicativi.

### L'informatizzazione del sistema scientifico
Il trasferimento su supporto elettronico del sistema informativo scientifico e la sua consultabilità su Internet costituiscono una rivoluzione della quale è molto difficile rendersi conto con pienezza. La conseguenza più immediata è stata la disponibilità delle banche dati di ogni disciplina, contenenti i risultati delle ricerche del settore che esistevano già su carta e che hanno incorporato thesauri, sistemi esperti d’aiuto alla consultazione, materiale visuale e connessioni coi sistemi esperti del settore.
Nell'informatizzazione del sistema scientifico vanno tenuti in conto alcuni criteri generali e alcuni specifici del settore. Innanzitutto va notato da una parte lo straordinario evolversi delle reti e dall'altra la maggiore facilità per la creazione delle banche dati. Per quanto riguarda le reti scientifiche esse coprono tutto il mondo sviluppato e la parte più cospicua dei paesi emergenti. L'espressione common carrier, che può essere tradotta come veicolo condiviso, dà l'idea della pervasività che, attraverso le reti, hanno attualmente le conoscenze scientifiche.
Per poter accedere alle banche dati furono dapprima sviluppati dei prodotti, come Gopher, che erano sistemi d'accesso a sistemi informativi distribuiti, dato che collegandosi al nodo più vicino si aveva accesso direttamente, percorrendo un albero d'informazione, ai centri di produzione e di distribuzione delle banche dati. Gopher, che nacque nel 1991, fu il primo sistema di navigazione in Internet. A esso si aggiunse, al suo interno Veronica. Gopher e Veronica scomparvero velocemente quando si diffusero i moderni sistemi di navigazione (browser), primo fra tutti Mosaic, del 1993 e poi Netscape del 1994. (In quell'anno nacque anche Aliweb, il primo motore di ricerca, lontano precursore di Google). Con motori di ricerca come Google, è oggi semplicissimo trovare tutte le banche dati scientifiche presenti in rete. Le realizzazioni di queste variano da settore a settore, in particolare tenendo conto dello sviluppo e della solidità di ogni disciplina.

### Informatizzazione del sistema medico
Negli ultimi anni il numero delle pubblicazioni scientifiche in campo biomedico è cresciuto a dismisura. Se da una parte ciò rivela un’espansione delle conoscenze, dall'altra costituisce una schiacciante prova dell’impossibilità di accedere fisicamente a tutta l’enorme mole di dati disponibile. In questo settore la dispersione è aggravata dal fatto di pubblicare lavori in parti molto piccole, a fette e da lì il nome di “salami publications”, che moltiplica i riferimenti bibliografici. Ciò ha mantenuto attivi i due canali: cartaceo ed elettronico, sempre più adoperato per rendere fisicamente visibile ciò che è disseminato nel mondo. La ricerca elettronica si può fare in tempi molto ridotti, al limite anche in occasione di un intervento chirurgico, e questo la rende via obbligata per il prossimo futuro.
Tra i sistemi informativi medici: Medline è un insieme di banche dati in materia di clinica medica, amministrazione e servizi sanitari raccolti in 3.200 riviste nordamericane e di altri settanta Paesi. È gestita dalla National Library of Medicine di Bethesda, USA. Altre basi di dati molto consultate sono Excerpta Medica on-line, Biosys e Sci-Finder, che si possono considerare più o meno complementari tra di loro. Tutte queste basi di dati sono consultabili non solo on-line, ma anche attraverso CD-Rom e DVD che consentono lo sviluppo di software appositamente creati, con finestre e menu di ricerca che facilitano la consultazione.
L’utente generico di queste informazioni è generalmente un addetto ai lavori: un medico, un ricercatore, un assistente sanitario. Si sono però diffuse anche alcune soluzioni che vanno al di là di queste categorie di utente, per raggiungere l’utente-paziente, che è in definitiva il miglior osservatore dei propri sintomi. In questo campo esistono varie applicazioni mirate a una standardizzazione gestionale, attraverso la creazione di una rete telematica in cui trovano posto tutti gli elementi utili a garantire assistenza ottimale, dalla cartella clinica computerizzata alla registrazione d’immagini radiografiche o ecocardiografiche o tomografiche, fino ai dati di laboratorio o all'integrazione con i referti chirurgici.
Attualmente una parte importante della letteratura medica contenuta in libri e riviste è anche in banche dati consultabili attraverso Internet. I sistemi esperti hanno cominciato a essere adoperati con successo, a partire dal primo Mycin.
Mycin era un sistema esperto per eseguire diagnosi mediche nel campo delle infezioni del sangue e delle meningiti. In base ai sintomi presentati, seguendo una lunga serie di domande che lo stesso sistema proponeva, si arriva a una diagnosi. Per ogni infezione diagnosticata prescriveva una terapia. Sviluppato nell'ultimo quarto del secolo scorso conteneva 450 regole del tipo "Se... allora..." basate sulla probabilità statistica.
Con gli stessi criteri fu creato Puff per la diagnosi delle malattie dell’apparato respiratorio. Messo alla prova, il sistema arrivò alle stesse conclusioni di un certo numero di medici nell'80% dei casi. L’uso combinato delle basi di dati e dei sistemi esperti aiuta la diagnosi. Ai dati relativi alla letteratura medica potrebbero aggiungersi quelli relativi alla storia clinica del paziente, in modo tale che qualsiasi analisi, diagnosi, terapia o intervento venga registrato e sia consultabile da non importa quale ospedale. Se a ciò si aggiunge la possibilità d’avere un collegamento diretto con i principali centri dove si studiano particolari malattie, avremo un quadro completo di un sistema informativo medico che per via telematica mette a disposizione di ogni medico e di ogni operatore sanitario tutto quanto la scienza medica ha potuto produrre.
Ovviamente la presenza dei dati medici sui pazienti su reti elettroniche può provocare violazioni dei diritti privati, la privacy, dei cittadini. E necessario pensare anche a questo (e di fatto la cosa è molto discussa, specialmente ora che è tecnicamente possibile disporre dei genomi dei singoli pazienti e accedervi da ogni computer della Terra), così come a tutte le conseguenze dannose di questa operazione di unificazione dell’informazione, ma molti ritengono che valga la pena d’avere la possibilità concreta di poter eseguire tutte le operazioni di ricerca in modo veloce ed efficiente, prima di preoccuparsi delle violazioni e degli abusi.

### Informatizzazione del sistema economico
Un altro sistema informativo globale e transnazionale è quello finanziario; ha una sua rete che comprende tutto il mondo. Il sistema economico visto come un sistema informativo contiene due parti fondamentali: le teorie e i modelli e i dati fattuali. Sulle prime vengono pubblicati libri e riviste specializzate e molta letteratura secondaria concernente le scelte economiche dei governi (macroeconomia) o i modi e le organizzazioni aziendali e le transazioni di ogni giorno (microeconomia). La teoria economica del mercato e l’uso della lingua inglese fanno dei sistemi informativi economici un insieme molto più omogeneo di quanto gli stessi economisti (per la vicinanza dell’oggetto) non riescano a percepire.
Dall'altra parte ci sono i dati: difficili da reperire se non direttamente pubblici e molto difficili da interpretare se non all'interno delle teorie e dei modelli. Si può anzi affermare che non vi sono dati economici al di fuori delle teorie e dei modelli. I dati sono validi quando coprono un periodo lungo, sono continuativi, omogenei, presi con gli stessi criteri di rilevamento e attualizzati, vale a dire aggiornati. Per questo motivo l’importanza dell’informatizzazione del sistema informativo in economia è maggiore che in altri campi: la tempestività dell’informazione è basilare per capire ciò che in inglese si chiama trend, tendenza.
Con Internet oggi è possibile interrogare le banche dati più disparate, le opinioni degli economisti, i programmi di governo, i bilanci delle imprese, l’andamento della borsa e delle monete e dei tassi d’interesse, la crescita del PIL, le previsioni internazionali, i consumi di elettricità pro capite e se si è un buon economista è possibile fare degli apprezzamenti accettabili. D sistema informativo economico è tanto sofisticato da permettere, per alcuni settori come le borse, il funzionamento di sistemi esperti di contrattazione automatica, che fanno scattare i meccanismi d’acquisto o vendita anche nei momenti in cui gli operatori umani sono in riposo in funzione delle oscillazioni del mercato.
È vero che poi al primo crac economico la colpa viene attribuita ai computer, ma è un fatto inconfutabile che le contrattazioni continuano a farsi in modo automatico, anche se ora sappiamo che ciò avviene con criteri non aggiustabili da "ragionevolezza" nei momenti di crisi. Le Nazioni Unite, attraverso i diversi organismi, distribuiscono banche dati, oltre che online, cioè attraverso Internet, anche in dischetti per personal computer, come quelli del OCDE, il dipartimento di Economia e Statistiche.